# Brachyleptura vagans
Brachyleptura vagans es una especie de escarabajo longicornio del género Brachyleptura, tribu Lepturini, subfamilia Lepturinae. Fue descrita científicamente por Olivier en 1800.
Se distribuye por Canadá y los Estados Unidos. Mide aproximadamente 8-12 milímetros de longitud. El período de vuelo de esta especie ocurre entre abril y agosto.